# Caishikou
Caishikou (in cinese: 菜市口站S, Càishìkǒu zhànP) è una stazione della linea 4 e della linea 7 della metropolitana di Pechino. La stazione della linea 4 è entrata in funzione in concomitanza con l'inaugurazione dell'intera linea, avvenuta il 28 settembre 2009. La stazione della linea 7, invece, è stata inaugurata il 28 dicembre 2014.

## Posizione
La stazione di Caishikou si trova all'incrocio tra Xuanwumen Inner Street, Guanganmen Inner Street, Luomashi Street e Caishikou Street, nel distretto di Xicheng. La stazione della linea 4 è stata costruita lungo Xuanwumen Street e Caishikou Street, mentre quella della linea 7 lungo Guanganmen Inner Street e Luomashi Street.

## Struttura e impianti
La stazione di Caishikou è strutturata in quattro piani sotterranei. La struttura centrale ha una lunghezza totale di 173,2 metri, una larghezza di 22,9 metri e una altezza totale di 19,7 metri. La stazione della linea 4 è disposta lungo Xuanwumen Inner Street e Caishikou Street e dispone di due atrii d'ingresso separati fra loro e uniti da un corridoio di interscambio. Entrambi gli atrii sono, inoltre, collegati alla linea 7. L'atrio della linea 7, invece, è disposto lungo Guanganmen Inner Street e Luomashi Street. Entrambe le banchine delle due linee presentano una piattaforma centrale, con i treni passanti lungo i lati destro e sinistro delle banchine. La stazione presenta sei accessi, indicati con le lettere A, C, D, E, F e G. Gli ingressi A, C e D appartengono alla linea 4, con l'ingresso A che è accessibile ai disabili accompagnati grazie alla presenza di un montascale. I restanti ingressi E, F e G sono di pertinenza della linea 7, con gli accessi E e G che sono accessibili ai portatori di disabilità motorie grazie alla presenza di ascensori.

## Servizi
La stazione dispone di:
- Accessibilità per portatori di handicap (uscita A — linea 4; uscite E e G — linea 7)
- Montascale (solo uscita A — linea 4)
- Ascensore (uscita A — linea 4; uscite E e G — linea 7)
- Scale mobili
- Emettitrice automatica biglietti
- Servizi igienici
- Sportello automatico
- Distributori automatici
- Stazione video sorvegliata
- Ufficio polizia

### Orari

#### Linea 4
Dal 30 dicembre 2010 la linea 4 condivide il percorso con la Linea Daxing; dalla stazione di Caishikou si operano i servizi come segue:
- Un servizio che copre l'intera tratta, da Anheqiao Nord, da dove inizia la Linea 4, fino a Tiangongyuan, capolinea della Linea Daxing.[3]
- Un servizio ridotto che copre l'intera Linea 4 al quale si aggiunge la fermata Xingong della Linea Daxing, la prima stazione della Linea Daxing, quindi offrendo corse da Anheqiao Nord a Xingong. I passeggeri che intendono proseguire verso sud devono scendere e cambiare binario in direzione Tiangongyuan.[10]

La prima corsa direzione Anheqiao Nord parte tutti i giorni alle 5:14 da Caishikou, mentre l'ultima alle 23:28. In direzione Tiangongyuan (linea Daxing), il primo treno opera alle ore 5:37 mentre l'ultimo alle 23:14. Inoltre, relativamente al servizio ridotto della linea, l'ultima corsa da Caishikou parte alle 23:27 e termina a Gongyi Xiqiao alle 23:39.

#### Linea 7
La prima corsa in direzione Universal Resort parte da Caishikou alle 5:39, con l'ultimo treno che effettua l'intera tratta alle 23:09; un servizio ridotto, fino a Gaoloujin, effettua l'ultima corsa passando per Caishikou alle 23:24. In direzione opposta, verso la stazione di Pechino Ovest, il primo treno da Caishikou effettua servizio alle 5:44, terminando con l'ultima corsa alle 23:58.

### Tariffazione
Dalla stazione di Caishikou la tariffazione parte da un prezzo di ¥3 (circa €0,40), a seconda della distanza di viaggio totale da percorrere, fino a un massimo di ¥7 (circa €1). Se si usa la carta dei trasporti, il prezzo viene scontato del 20% per le corse dopo una spese di ¥100 (circa €13) in un mese solare, del 50% per le corse dopo i ¥150 (circa €20) di spesa e superati i ¥400 di spesa (circa €52) non ci saranno ulteriori sconti.

## Interscambi
- Fermata autobus 5, 6, 48, 57, 70, 83, 102, 105, 109, 144, 381, 夜4, 夜7, 夜10, 夜18, 专13.

## Galleria d'immagini

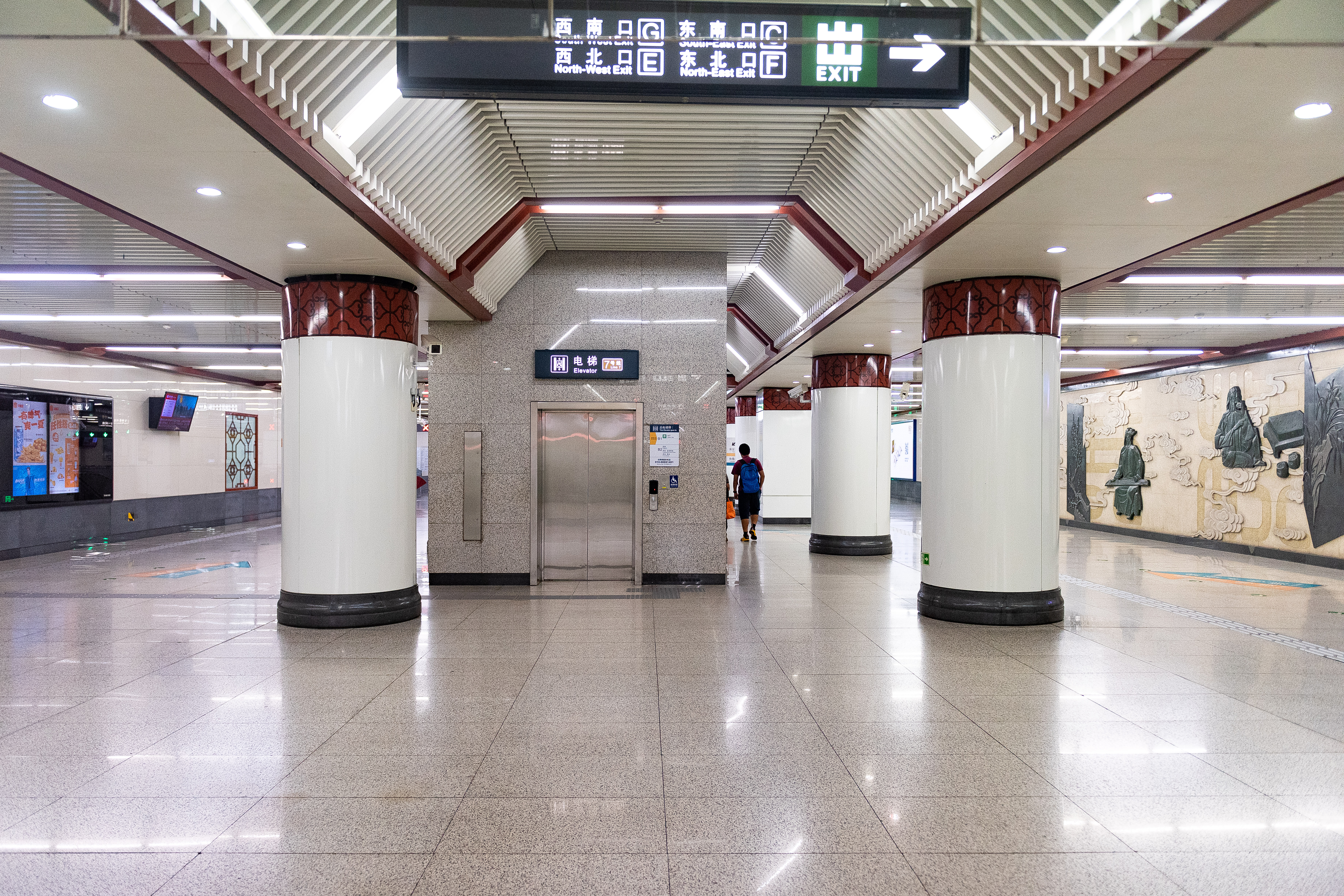
Atrio linea 7
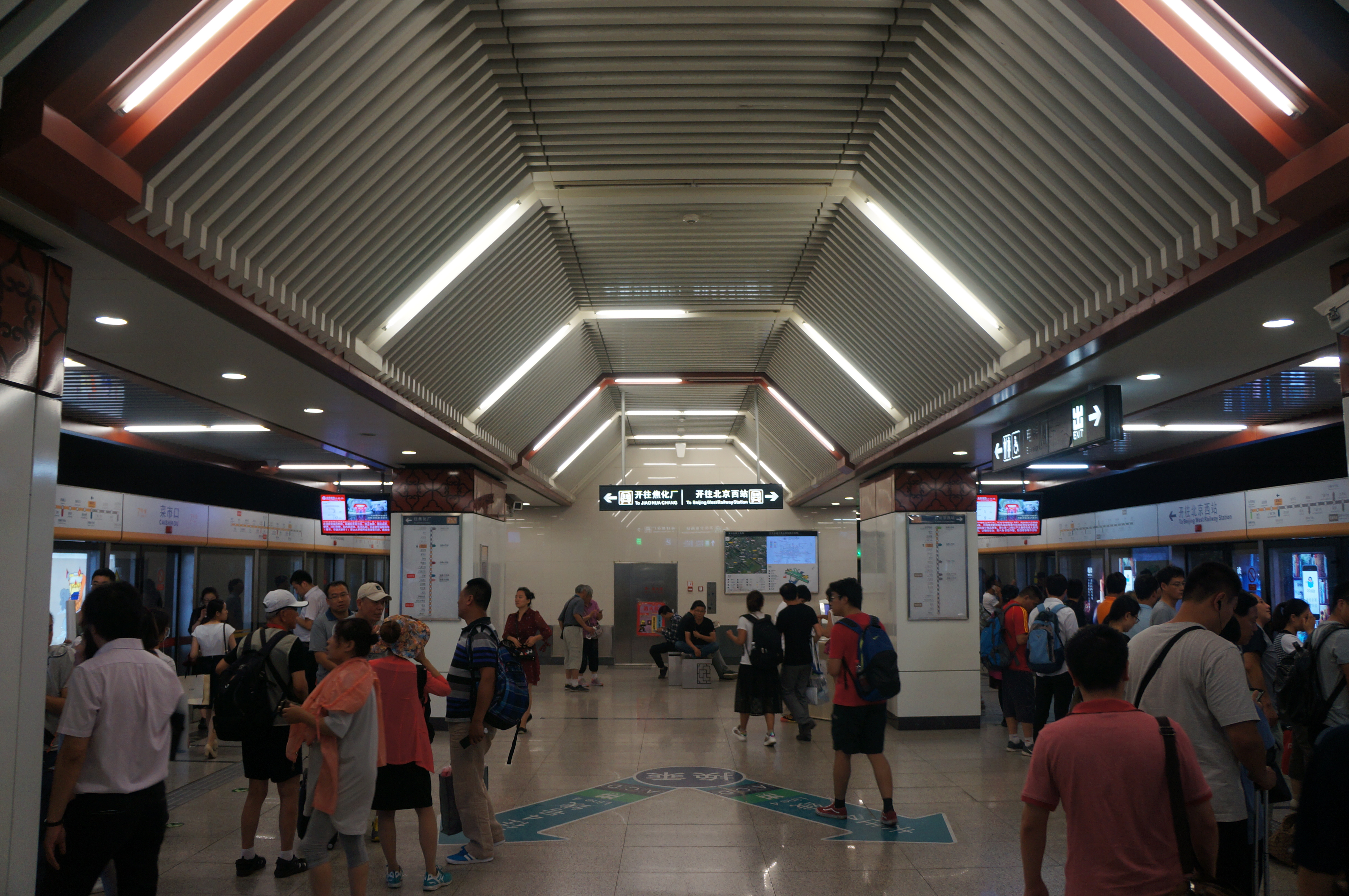
Banchina — Linea 7
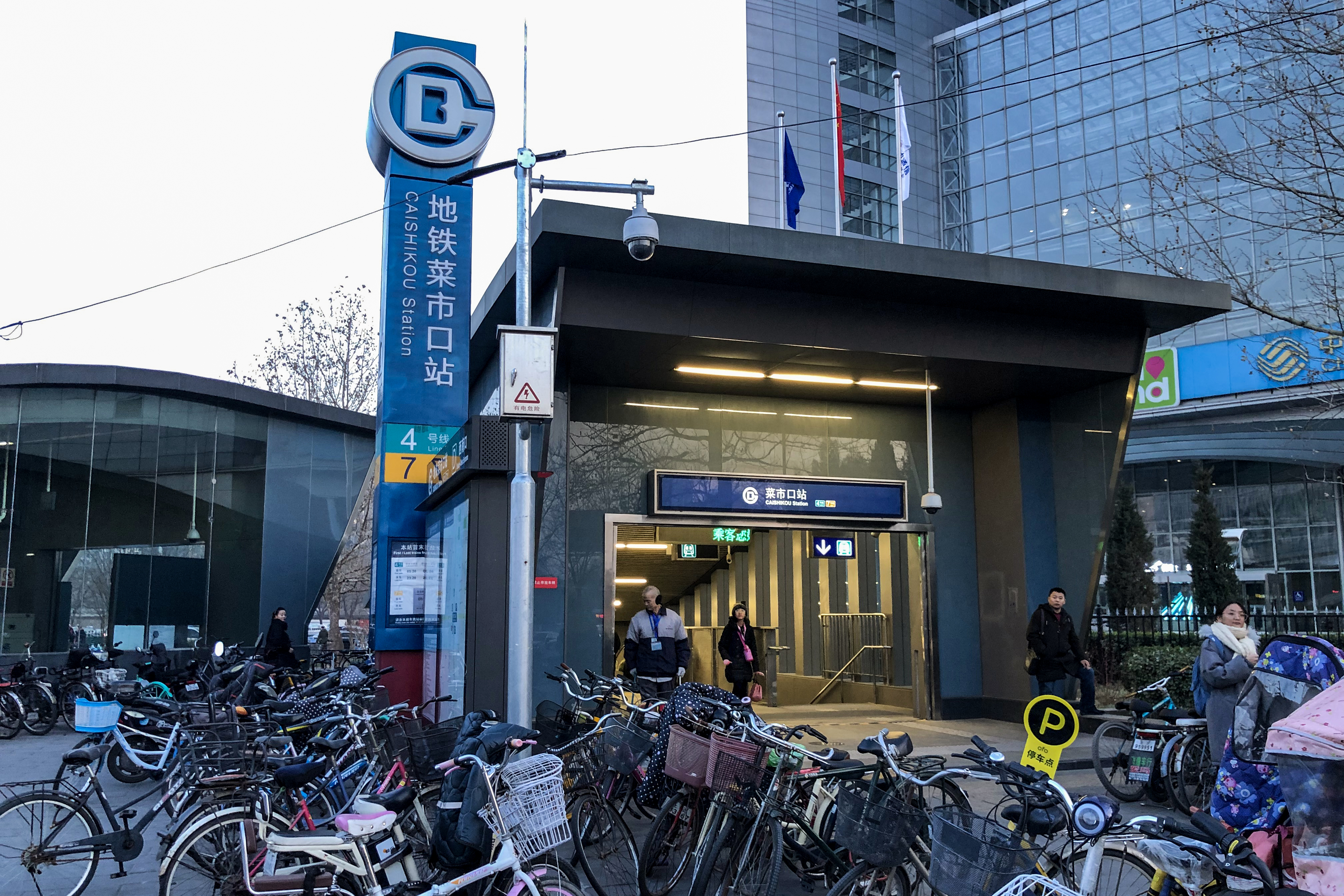
Ingresso D
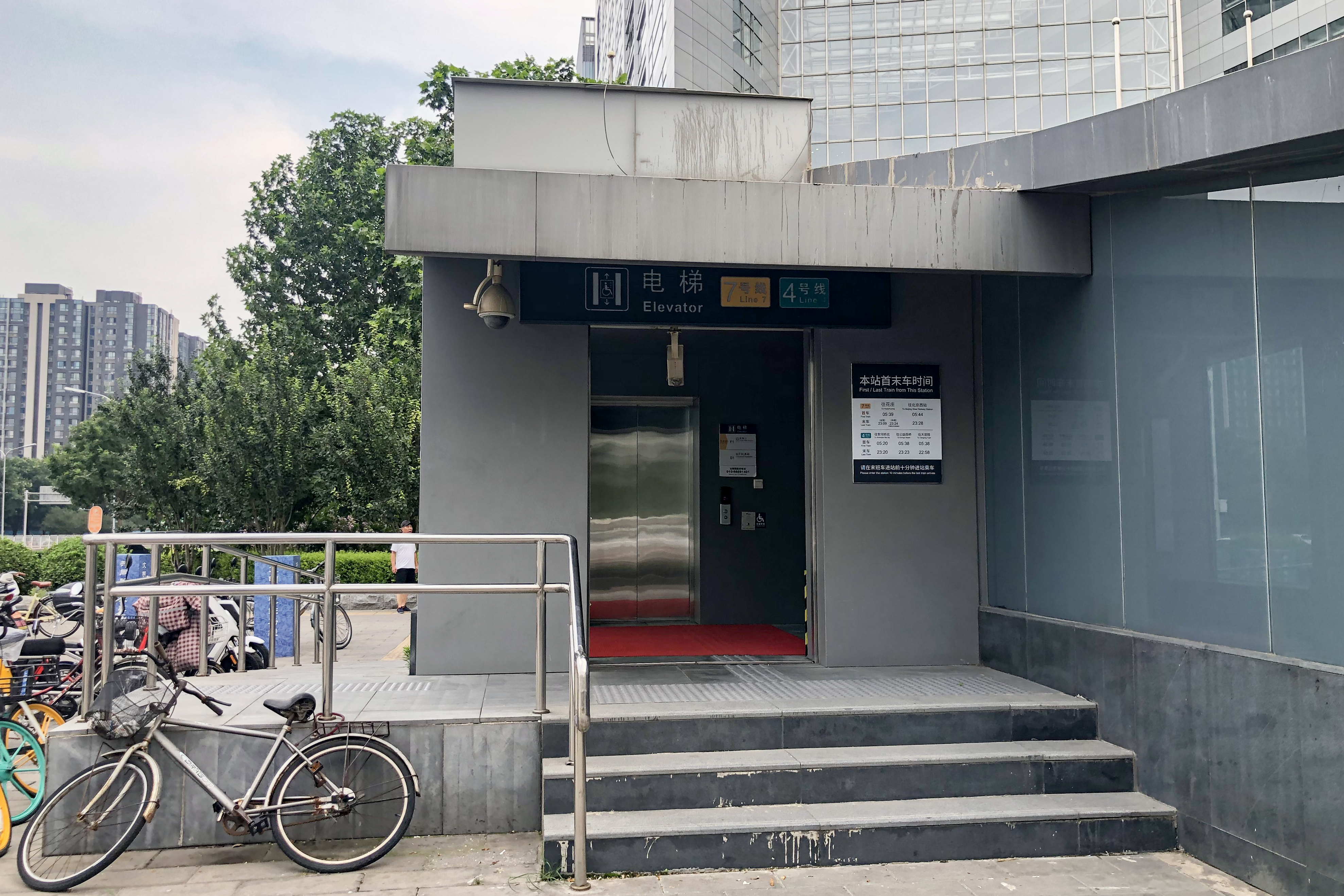
Ingresso G, accessibile tramite ascensore
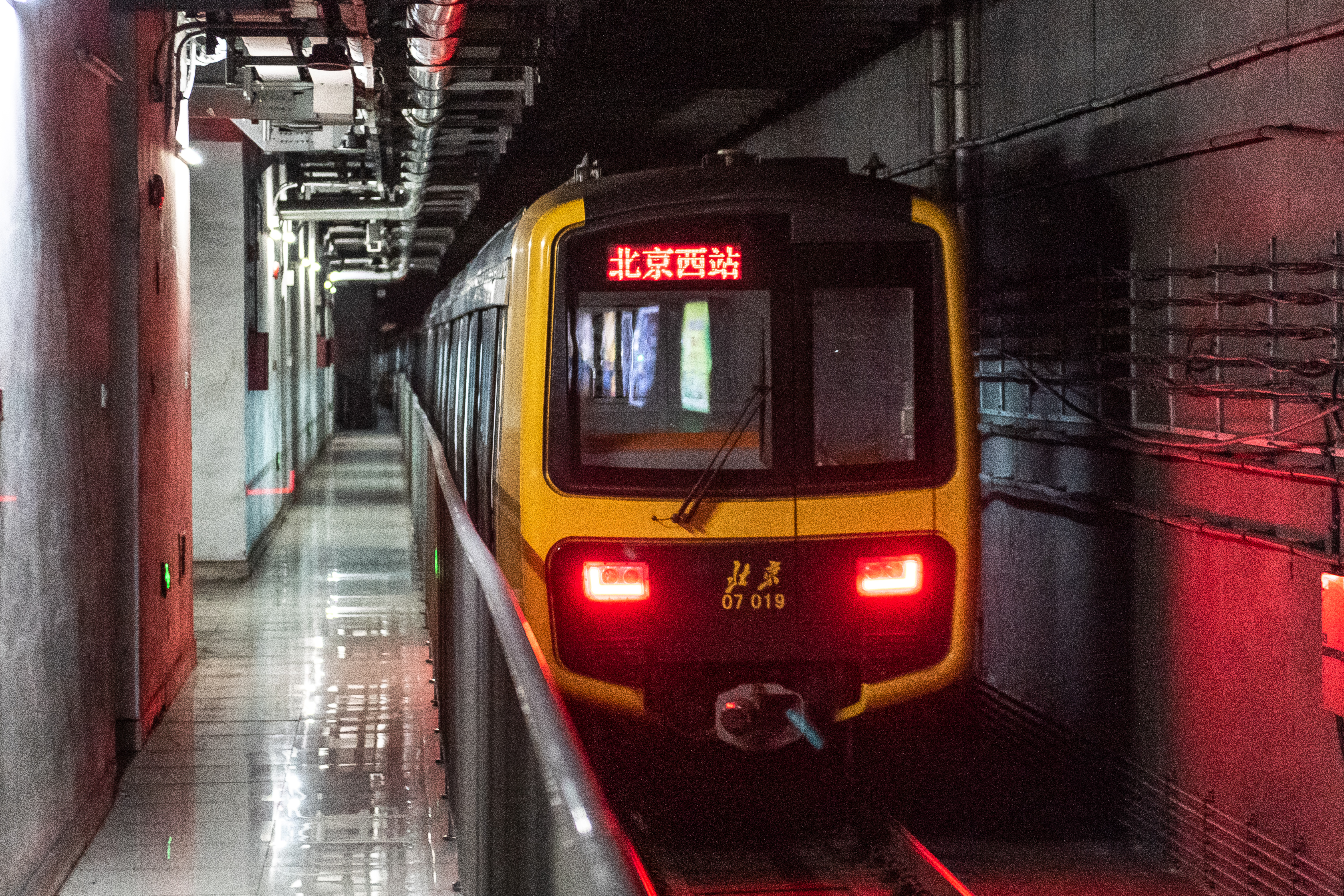
Treno transitante nella stazione di Caishikou
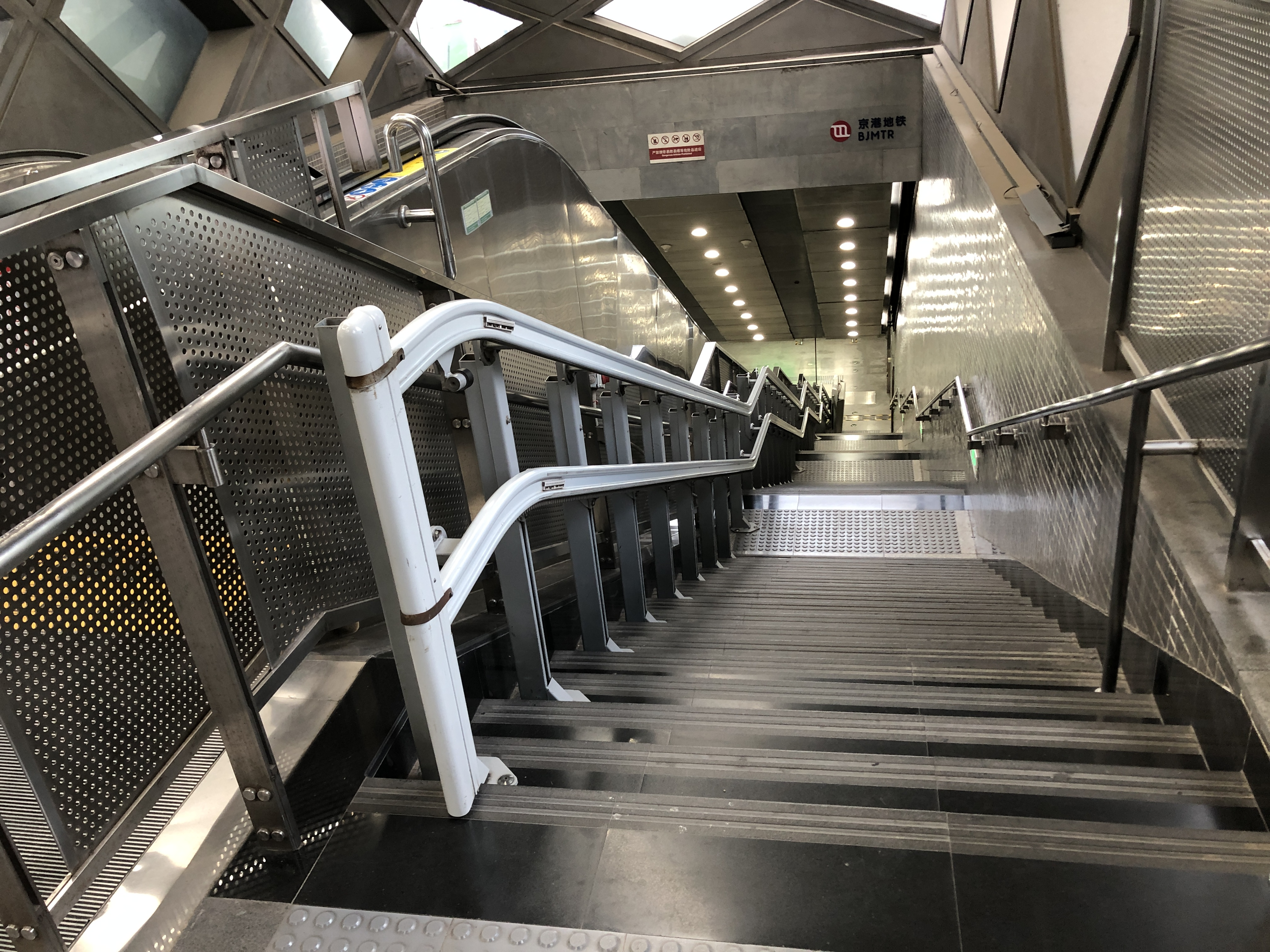
Il montascale dell'ingresso A